# Донон
Донон (фр. Dosnon) насеље је и општина у североисточној Француској у региону Шампањ-Арден, у департману Об која припада префектури Троа.
По подацима из 2011. године у општини је живело 114 становника, а густина насељености је износила 3,97 становника/km². Општина се простире на површини од 28,69 km². Налази се на средњој надморској висини од 109 метара.

## Демографија
| 1962. | 1968. | 1975. | 1982. | 1990. | 1999. | 2011. |
| ----- | ----- | ----- | ----- | ----- | ----- | ----- |
| 111   | 119   | 106   | 101   | 95    | 79    | 114   |

График промене броја становника у току последњих година